# Радослав Златанов
Радослав Златанов е български спортист и състезател, участник на параолимпийски игри в дисциплините скок на дължина и 100 м бягане.

## Награди и отличия
- бронзов медал в дисциплината скок на дължина с резултат 6,81 м, Летни параолимпийски игри в Лондон, 2012 г.